# Gastronomia dels Països Catalans
La cuina catalana s'emmarca dins la cuina mediterrània i n'és un exemple típic. Sovint fa referència al menjar de Catalunya i de la Catalunya del Nord, i ocasionalment, de la d'Andorra però alguns autors contemporanis - Josep Pla, Jaume Fàbrega, Eliana Thibaut i Comalada, Ferran Agulló i l'escriptor en llengua anglesa, Colman Andrews - parlen d'una gastronomia compartida de tota l'àrea cultural catalana, inclosos per tant el País Valencià, les Balears, la Franja de Ponent i Andorra i, per tant, seria la cuina més destacada dels Països Catalans. Altres autors consideren, però, que existeixen unes cuines valenciana i balear diferenciades: vegeu cuina del País Valencià i cuina de les Illes Balears. Pel que fa als governs del País Valencià i les Illes Balears, no donen suport a aquesta interpretació si bé tampoc no declaren el contrari, mentre que la Generalitat de Catalunya dona parers divergents segons la font consultada.
| «                                | Es tracta d'una cuina que parteix d'un territori, els Països Catalans –ho deia Josep Pla o un geògraf francès com Pierre de Fontaine–, d'una Història […] –el primer llibre europeu de receptes és català, el Llibre de Sent Soví, de 1324– i sobretot d'una consciència pròpia. Cal afegir l'existència d'una continuïtat bibliogràfica de la cuina catalana des del segle xiv fins ara... | » |
| — Jaume Fàbregas, Gastroteca.cat | |   |

D'altra banda, cal destacar-hi la presència local de cuines diferenciades en major o menor grau, com la xurra - a les comarques xurres i la Canal de Navarrés -, la castellana - al Baix Segura, la Vall de Cofrents i la Plana d'Utiel a més de parts de l'Alt Vinalopó, el Vinalopó Mitjà -, i l'occitana - a la Vall d'Aran i la Fenolleda. Igualment cal aclarir que la cuina catalana ha deixat petjada a Múrcia gràcies a la seua població històricament catalana i el contacte històric entre aquesta i els valencians.

## Història

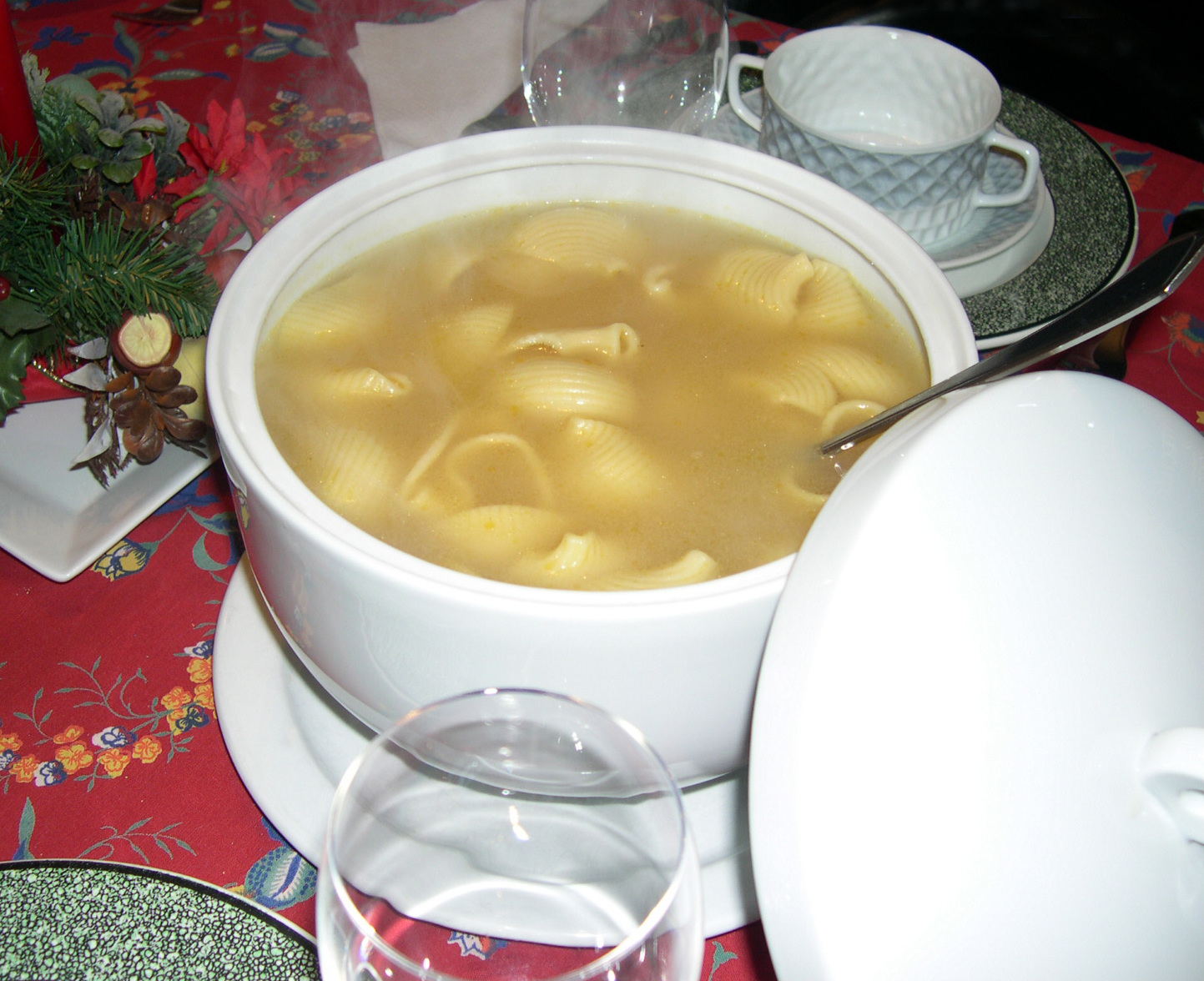
Escudella de nadal, plat insígnia de Catalunya

El que mengem o bevem és fruit del passat i totes aquelles civilitzacions que han passat per aquests territoris han deixat una petjada en la cuina dels Països Catalans. La cuina catalana actual té característiques que han deixat els ibers, fenicis, grecs, romans, jueus i àrabs. També hi ha algunes aportacions de la cuina francesa i italiana. El descobriment d'Amèrica va aportar nous ingredients, actualment bàsics, com la patata i el tomàquet i la nova cuina americana també ha comportat canvis en la cuina tradicional.
Al Neolític al Baix Llobregat ja s'elaborava cervesa. L'arribada dels grecs, a Empúries, i els fenicis, a les illes Balears i al País Valencià, suposà un canvi d'hàbits importantíssim. Abans d'ells no es trobava ni oli d'oliva ni vi.
Des de 5.000 anys abans de Crist l'alimentació es basava en ordi vestit, blat de tipus espelta, mill, llegums (es menjaven frescos o secs), fruits, peix, xai, cabra i porc. En alguns indrets del Pirineu es menjava cavall i fins i tot gos.
Els ibers ja elaboraven vi que venien als fenicis, cervesa i a la Cerdanya uns pernils exquisits lloats pels romans,«Cerretana mihi fiat vel missa licebit / de Menapis; lauti de petasone rorent» («que em serveixin el pernil del país dels ceretans i que no em trametin el del país del menapis, i que els desganats devorin la cuixa»). Emmagatzemaven molt de gra que menjaven en forma de pa i farines.

### Cuina grecoromana

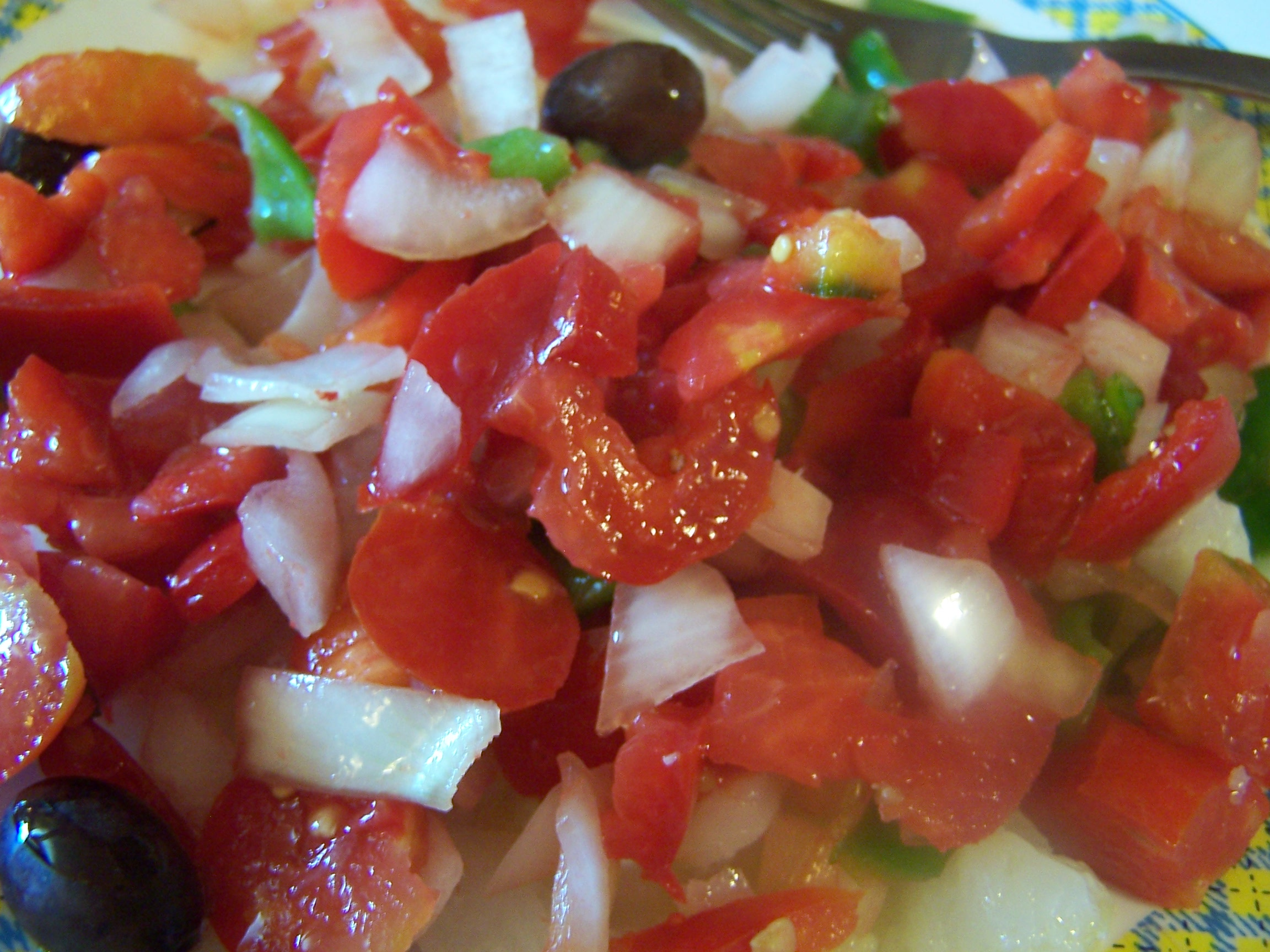
Esqueixada, un dels plats catalans que juga amb el bacallà salat i verdures escalivades com també la pericana i l'esgarrat

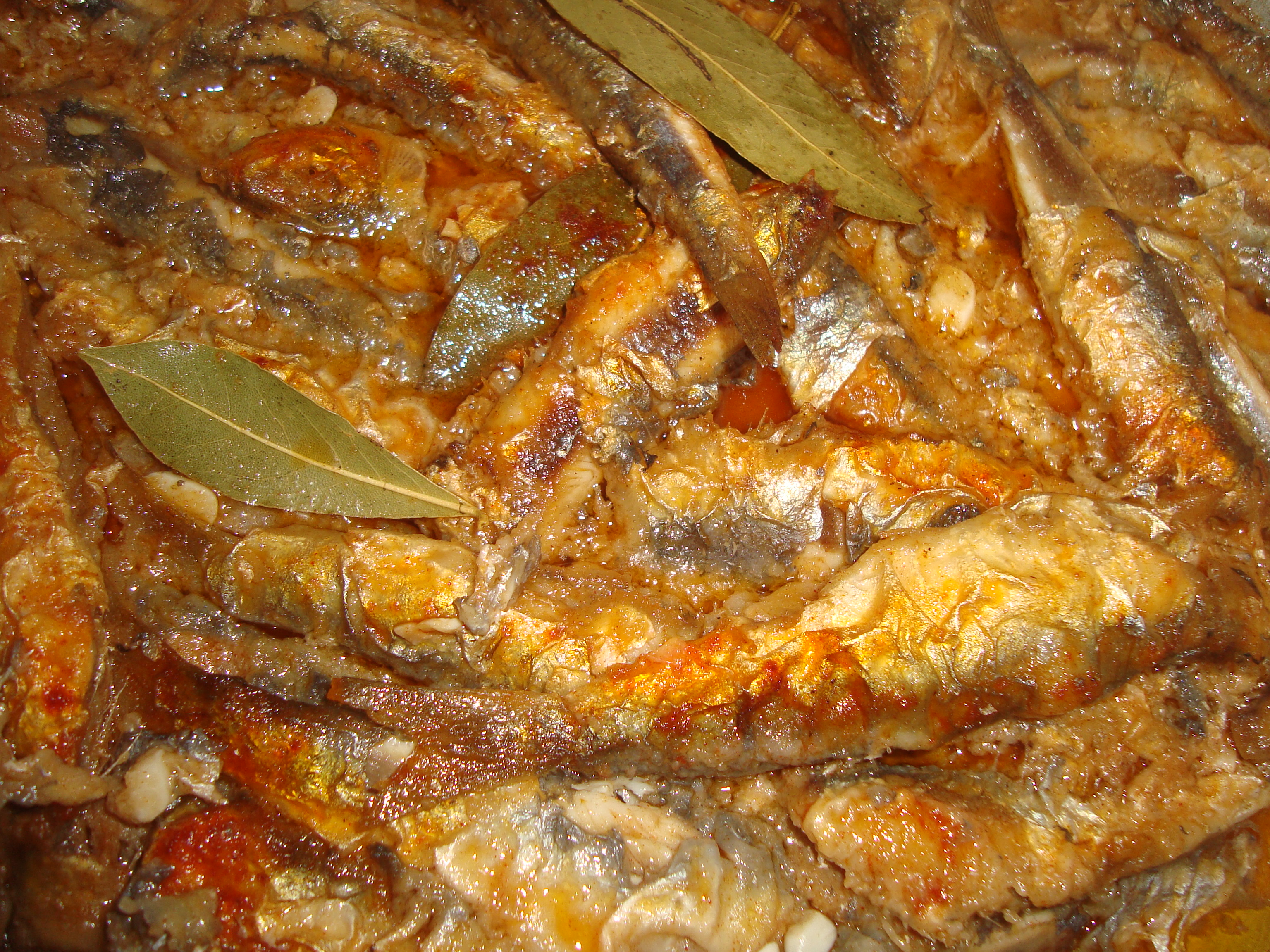
Sardines en escabetx

Els cuiners grecs eren famosos i gaudien d'alta posició social. Es pot atribuir a la presència grega el cultiu i l'ús de productes ara essencials i els romans van acabar reforçant aquesta tendència. Els grecs van introduir o afavorir el cultiu de l'ametller, la producció de vi (a partir de ceps autòctons) i l'olivera a partir de l'ullastre (mitjançant empelts), planta molt arrelada als Països Catalans.
Plini deia que «les vinyes laietanes (Barcelonès i Maresme) són famoses pel molt vi que donen, però les de Tarragona i les de Laura ho són per la seva finor».
L'escabetx era un repertori de la cuina romana com també les cassoles de peix amb panses, l'ordi bullit amb suc, l'escudella d'ordi del Vallespir, les salses verdes per al peix que es fan a les Balears i diversos rostits, farcits i bullits no tan insòlits en la cuina actual. Llavors ja s'utilitzaven graelles, cassoles, sopes, olles i suquets per cuinar peix. El mot català de paella ve del llatí patella.
A les vil·les romanes (antecedents de les masies) s'elaborava vi, oli d'oliva, vinagre, mel, formatges, embotits i pernils, peix salat o conservat en vinagre, fruita seca, etc.
Alguns dolços actuals d'inspiració romana són les torradetes de Santa Teresa banyades amb mel, la crema o menjar blanc de formatge, llet fregida, pinyons, panses, dàtils; o de sèmola amb pinyons, ametlles i vi dolç; els panellets, la coca amb préssecs, els bunyols de formatge, flaones de formatge fresc i els torrons del tipus de Xixona.

### Edat mitjana

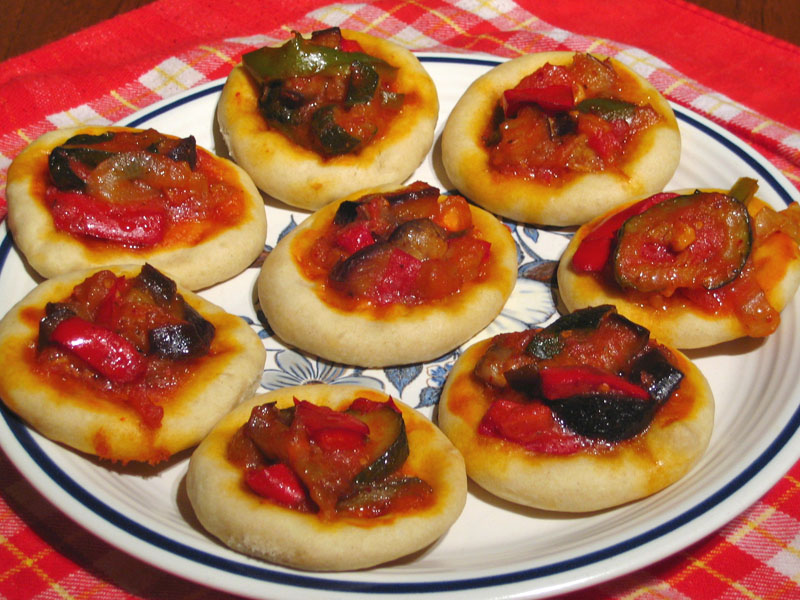
Coques de recapte a l'estil de la Marina, un de molts receptes per a la coca

A la península Ibèrica és important el llegat àrab i jueu. Alguns productes posteriors a l'ocupació musulmana són la salsa del xató (romesco), la salvitxada, l'all-i-pebre i la salmorreta. Segons Coromines, tant els mots "xató" com "romesco" procedirien del mossàrab.
Els àrabs van introduir productes ara bàsics (com la carxofa, l'albergínia, els cigrons, el sucre, el cuscussó i els fideus), espècies (com el coriandre, l'alfàbrega, el safrà, el comí i l'algaravia) i tècniques gastronòmiques, com la destil·lació d'alcohols que, tot i la prohibició corànica, sovint tenien usos mèdics.
Certes coccions a foc lent de carns i hortalisses en cassola de terrissa es poden comparar a les de la cuina tant àrab com jueva: guisats i estofats. Alguns postres i pastissets actuals també recorden la tradició típica jueva, que també és molt reconeguda entre els musulmans.
Com a conseqüència del xoc intercultural, cal constar també una certa voluntat de rebuig a aquestes dues cultures (o potser una necessitat major de reafermar-se vers la diferència, o fins i tot de mostrar obertament la religió cristiana enfront de les persecucions de caràcter polític) per part dels cristians, que es tradueix en l'alt consum de porc, que arriba fins i tot als nostres dies amb la gran afició a l'embotit, i la preferència d'aquesta carn per sobre la vedella.
Molt prompte aquestes preparacions s'immortalitzen dins dels receptaris, el primer dels quals és el Llibre de Sent Soví, de l'any 1324, que compila més de dues-centes receptes medievals.

### Segle XV ençà

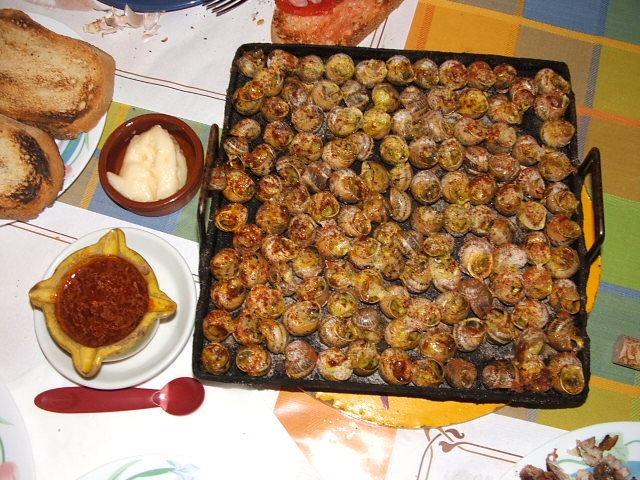
Caragols a la llauna, especialitat lleidatana, rossellonesa, empordanesa i del Camp de Túria

És amb la política mediterrània de la Corona d'Aragó - essencialment, una política de domini comercial - que els ports i mercats s'omplen de nous ingredients i les taules nobles i burgeses experimenten amb noves receptes vingudes de lluny i a prop.
Al segle xv, el nou contacte d'Europa amb les Amèriques, no aporta receptes ni influeix culturalment però amb el temps introduirà nous productes com la xocolata, la patata i sobretot el tomàquet, un ingredient que segons Colman Andrews és dels més essencials dins la cuina catalana actual. L'ús del tomàquet no entra a la cuina dels Països Catalans fins com a mínim el segle xvii i no està documentat fins al segle xviii.
Al segle xvi el pa era encara l'element bàsic de qualsevol àpat. La carn era molt preuada, en especial la carn de moltó. En aquest moments, es preparava la carn o rostint-la o guisant-la. Es tenen les primeres referències escrites de l'ús de bacallà assecat a la cuina catalana, que venia de Portugal a través dels bascos, pels Pirineus. Era típic menjar molta verdura i de condimentar-la molt. La fruita també tenia un alt valor, sobretot el meló i el raïm, com també els fruits secs. Les begudes habituals eren el vi negre i l'aigua, en qualsevol cas sempre frescs. En aquest segle hom preparava el peix amb verdures i en suquet, amb oli i pebre. Era aleshores que la crema esdevingué un plat de moda. Si s'havia d'endolcir, hom ho feia amb la mel o el sucre.
Al segle xix, la burgesia opta per preparacions i menús opulents, que mai no arriben a popularitzar-se ni a arrelar, sovint inspirats en la cuina francesa burgesa, que menyspreava les cuines tradicionals i casolanes com la catalana, la italiana i l'occitana. D'altra banda, a les fondes de sisos es continua fent cuina catalana accessible per a tothom i que cerca innovacions i millores segons els gustos dels seus clients, que copien alguns dels seus plats, com el bacallà a la llauna, en principi fet a les cases en dies de festa. També els devem tradicions o costums com la paella dels dijous. És en aquest segle quan apareix per primera vegada en una referència escrita el pa amb tomàquet.

## La cuina mediterrània

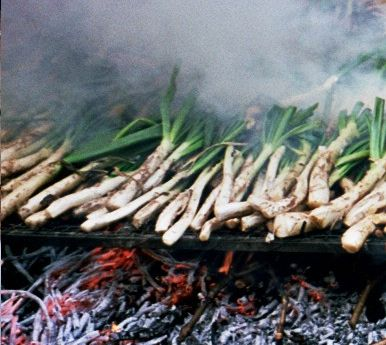
Calçotada, especialitat del Camp de Tarragona

Les cuines no són mai segregades l'una de l'altra i normalment hi ha tants plats compartits entre tots com d'únics. Un dels motius per considerar la cuina catalana com a només part d'un conjunt mediterrani és el gran nombre d'elements bàsics que comparteix amb altres cuines com la italiana, l'occitana i l'espanyola. Un motiu per considerar la cuina catalana com a independent d'aquestes tres és la gran unitat d'algunes receptes arreu dels Països Catalans (l'esqueixada, l'arròs a banda o l'escalivada es troben amb molts noms però amb receptes paregudes), o l'ús d'un sol nom per a un concepte culinari ample (com és el cas de la coca).
Una altra consideració és que, tot i que molts plats comuns als tres països de cultura catalana daten de després de la reconquesta - com ara la samfaina i el sofregit, atès que el tomàquet fou introduït el segle xv -, les relacions culturals i sobretot comercials entre Catalunya, el País Valencià i les Illes Balears, i també amb la resta del Mediterrani occidental, no s'aturaren allí, sinó que hi ha hagut un intercanvi més o menys continu basat en el mercadeig dels ports i mercats i trobades entre pescadors de la mar Catalana. El nivell de popularització de certs plats costaners, com ara la paella, l'allioli o la samfaina, fàcils de trobar fins i tot a l'interior, és molt més destacable que qualsevol plat d'interior, com ara el trinxat o la girella, que àdhuc al segle XXI no són habituals fora del Pirineu català.
Pel que fa al tomàquet, la seua acceptació arreu dels Països Catalans, sense que en cap lloc se'n prescindisca, indica un alt nivell d'interrelació culinària a la Mediterrània de la baixa edat mitjana, malgrat que el tomàquet era rebutjat pels rics i estimat més pels pobres. Així és, tot i ser posterior a la reconquesta i repoblació de les Illes i el País Valencià, arriba a ser essencial en la cuina mediterrània i en especial en la cuina de tots els Països Catalans.

## Ingredients bàsics

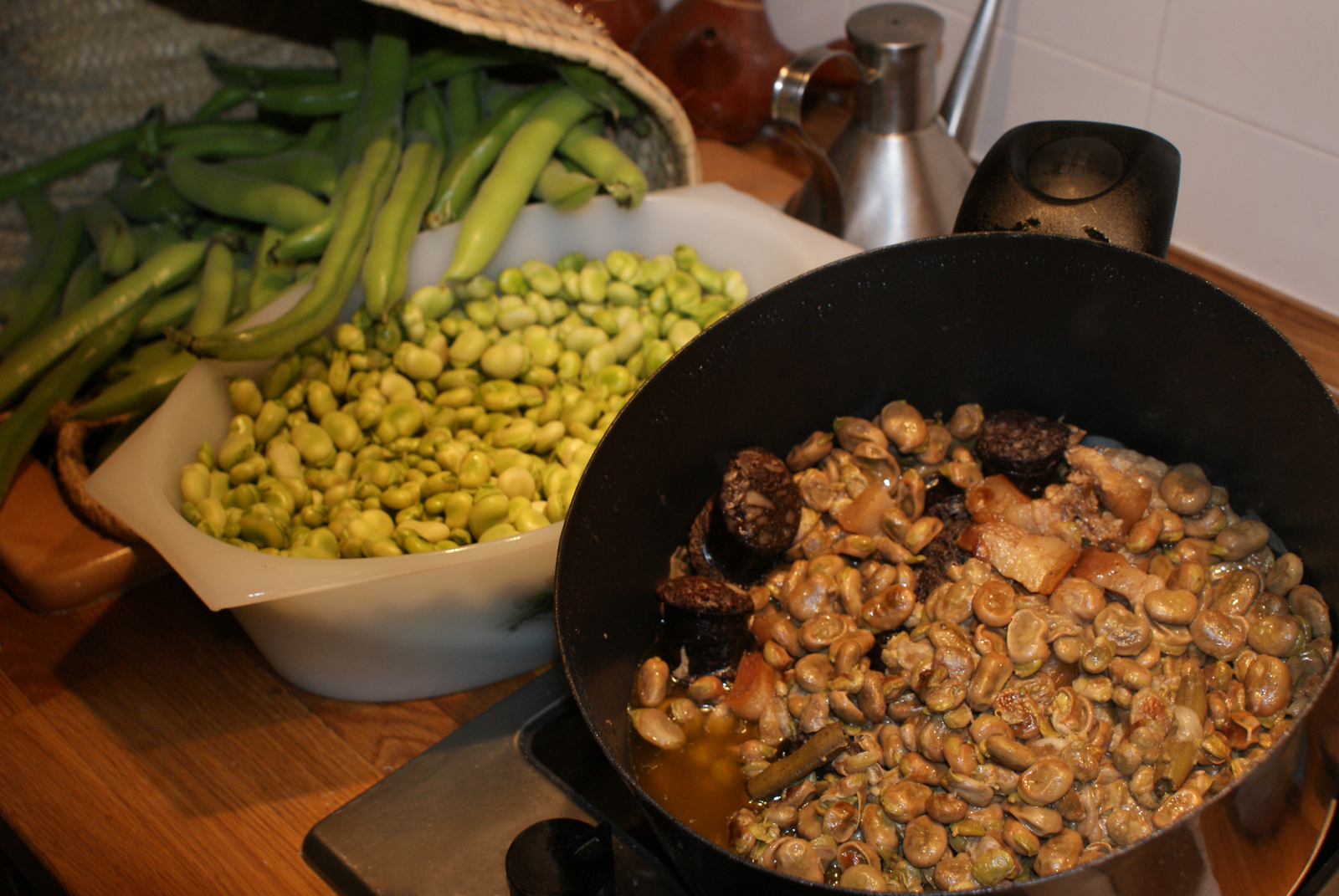
Faves ofegades, també conegudes com "a la catalana"

- Condiments; Oli d'oliva, sal, sucre, all, pebre, pebre vermell, ametlla, julivert, safrà, canyella, romaní, farigola, xocolata (a diferència de la cuina occitana, la catalana tradicionalment no fa tant ús d'espècies).
- Verdures; Tomàquet, ceba, calçot, col, pebrot o pebrera, patata, moniato, albergínia, carbassó, col, pastanaga, bledes, carxofa, carbassa.
- Llegums; Fava, fesols, llentilla, xufla, cigrons, pèsol.
- Cereals; Arròs, dacsa, farina i sèmola de blat.
- Fruites; Taronja, llima, raïm, préssec, pera, cirera, nespla.
- Peixos; Bacallà, anguila, tonyina, anxova, gambes i marisc de tota classe.
- Carns, aviram i caça; Porc, xai, pollastre, gallina, conill, caragol.
- D'altres: bolets, tòfona.[19]

## Elements i plats típics

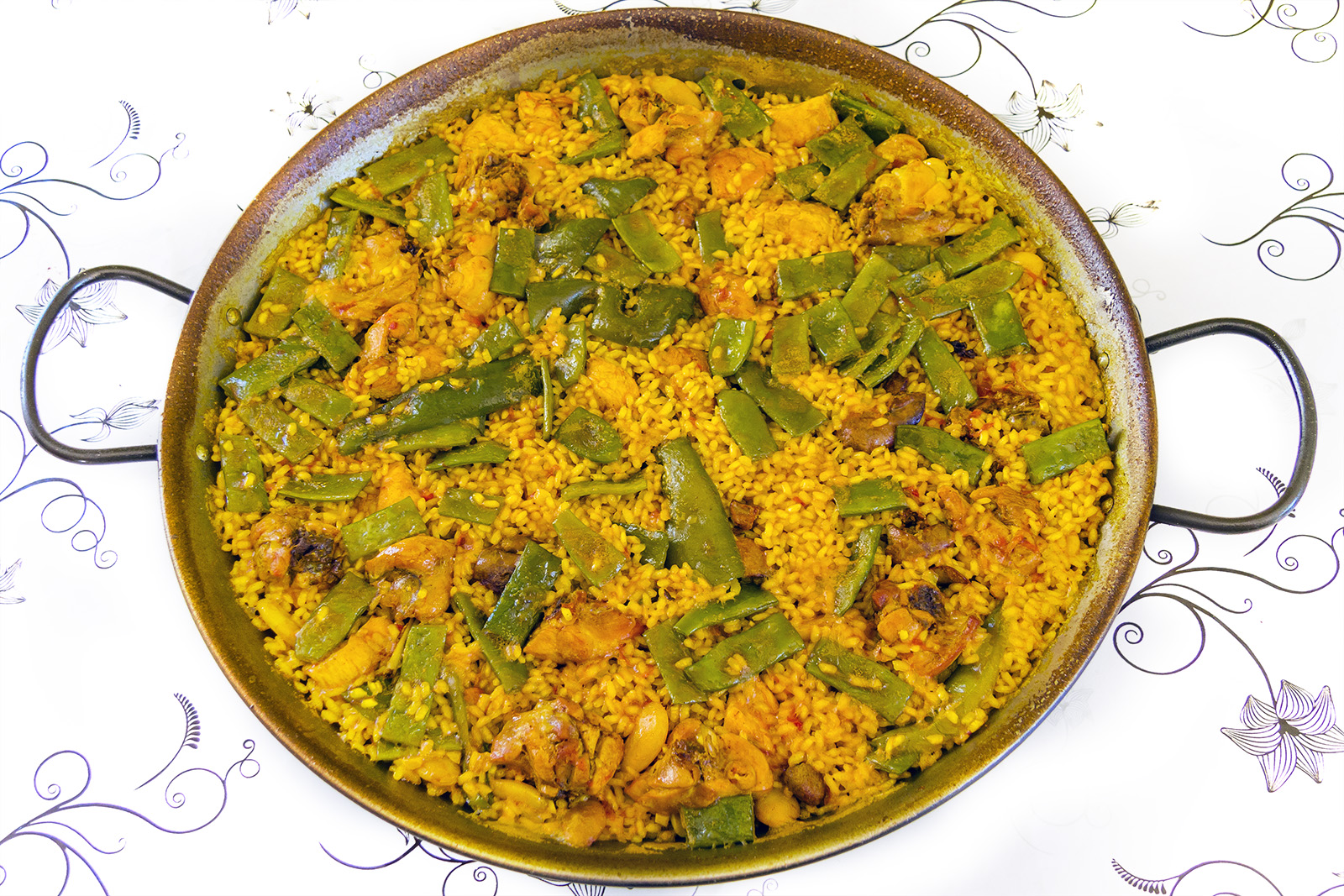
Una paella, plat insígnia del País Valencià

Podem parlar de tres tipus de cuina catalana: la compartida, l'originària i l'única. La compartida és aquella que comparteix amb la resta del mediterrani. L'originària és aquell que fou un invent de terra nostra, però és ara present a la cuina d'altres països. L'única són aquells plats o aliments que no han transcendit el seu lloc d'origen als Països Catalans.

### Plats comuns al mediterrani o al món

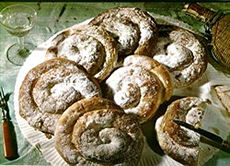
Ensaïmades de Mallorca

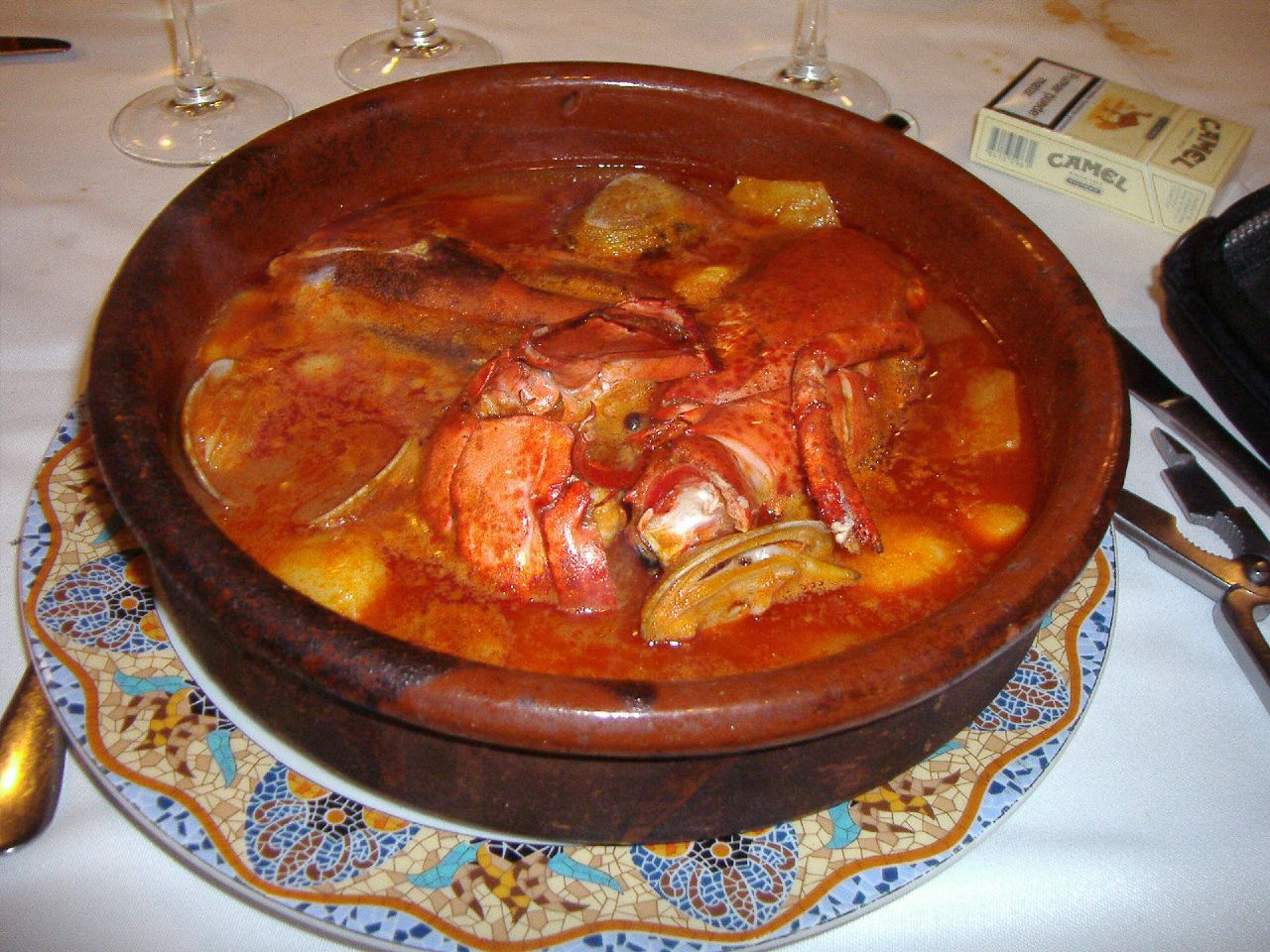
Suquet de peix

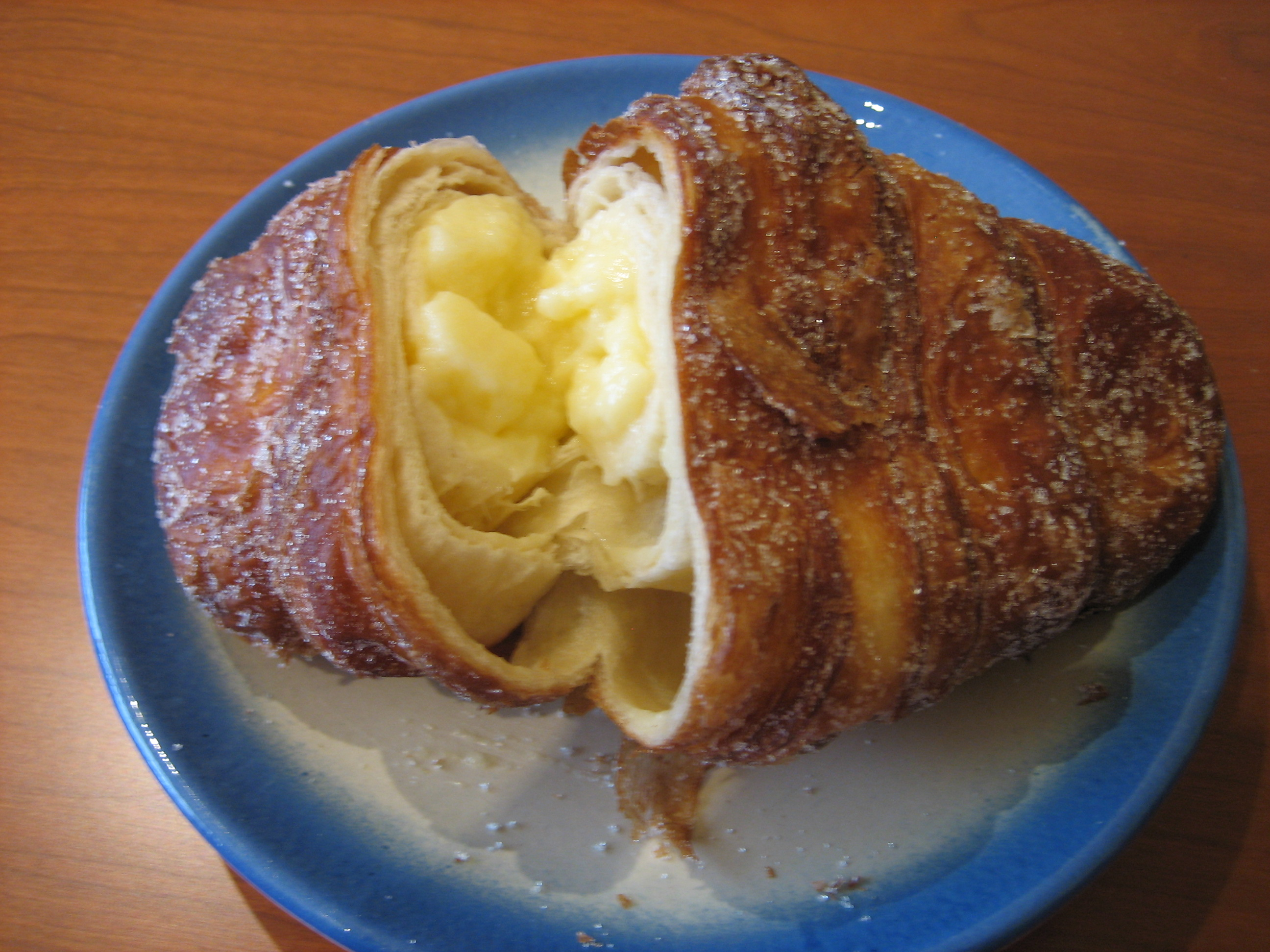
Xuixo

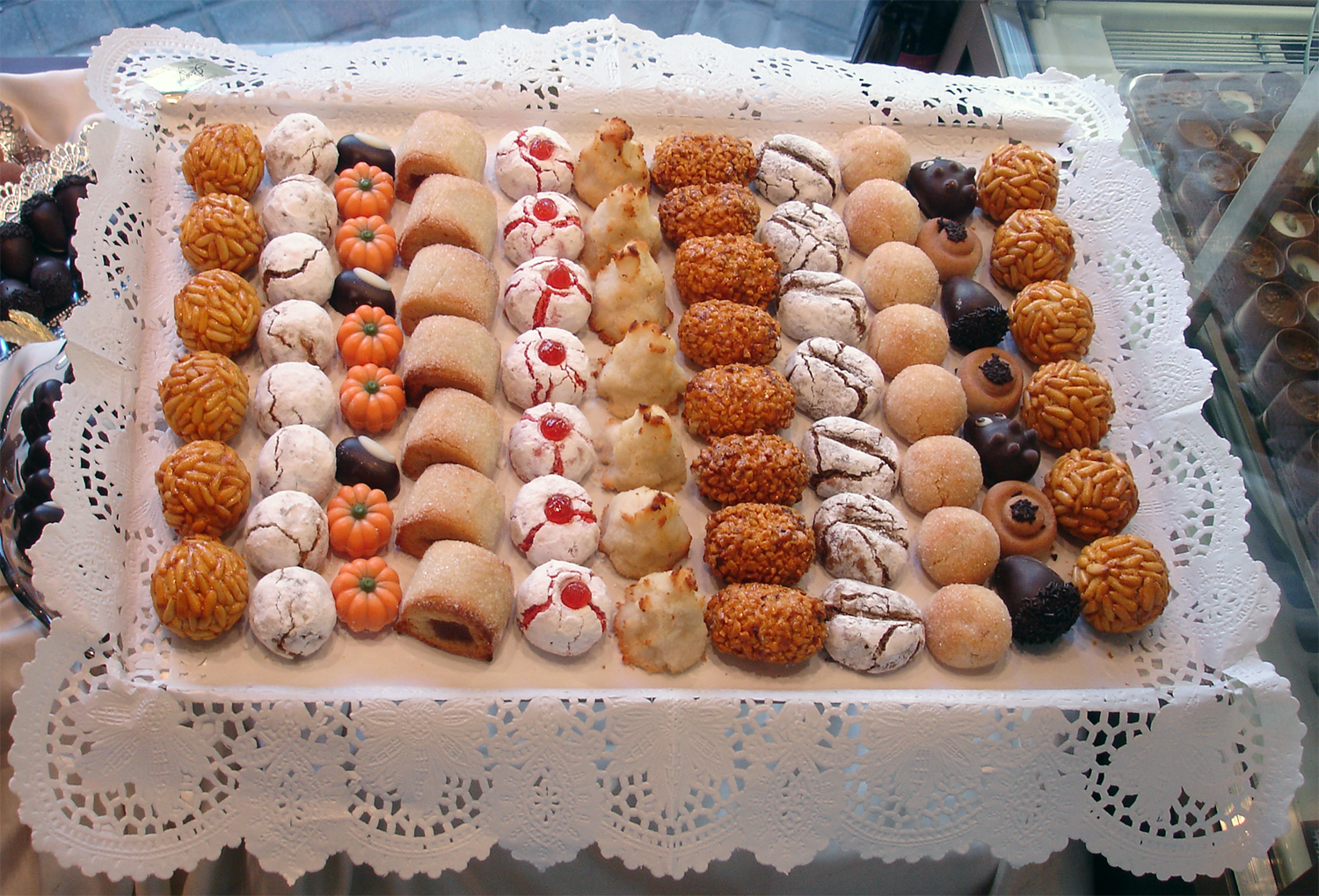
Panellets

- Paella – Un plat que s'origina a la Ribera del riu Xúquer, País Valencià, i que ha transcendit a altres regions, a gran part de les comarques catalanes, a les Illes Balears i a Múrcia des d'almenys el segle xvi segons Francisco de Paula Martí.;[20] igualment té una presència històrica documentada a Occitània (Niça). En l'actualitat és ofert a gran nombre de restaurants espanyols gràcies al turime de masses, i darrerament a gran part del món: a Austràlia,[21][22] les Filipines),[23] Llatinoamèrica (especialment Mèxic i Veneçuela), els Estats Units, i Europa Occidental.[24][25][26][27] A França ha inspirat la paëlla, un plat d'arròs bullit amb cúrcuma, safrà i xoriço.

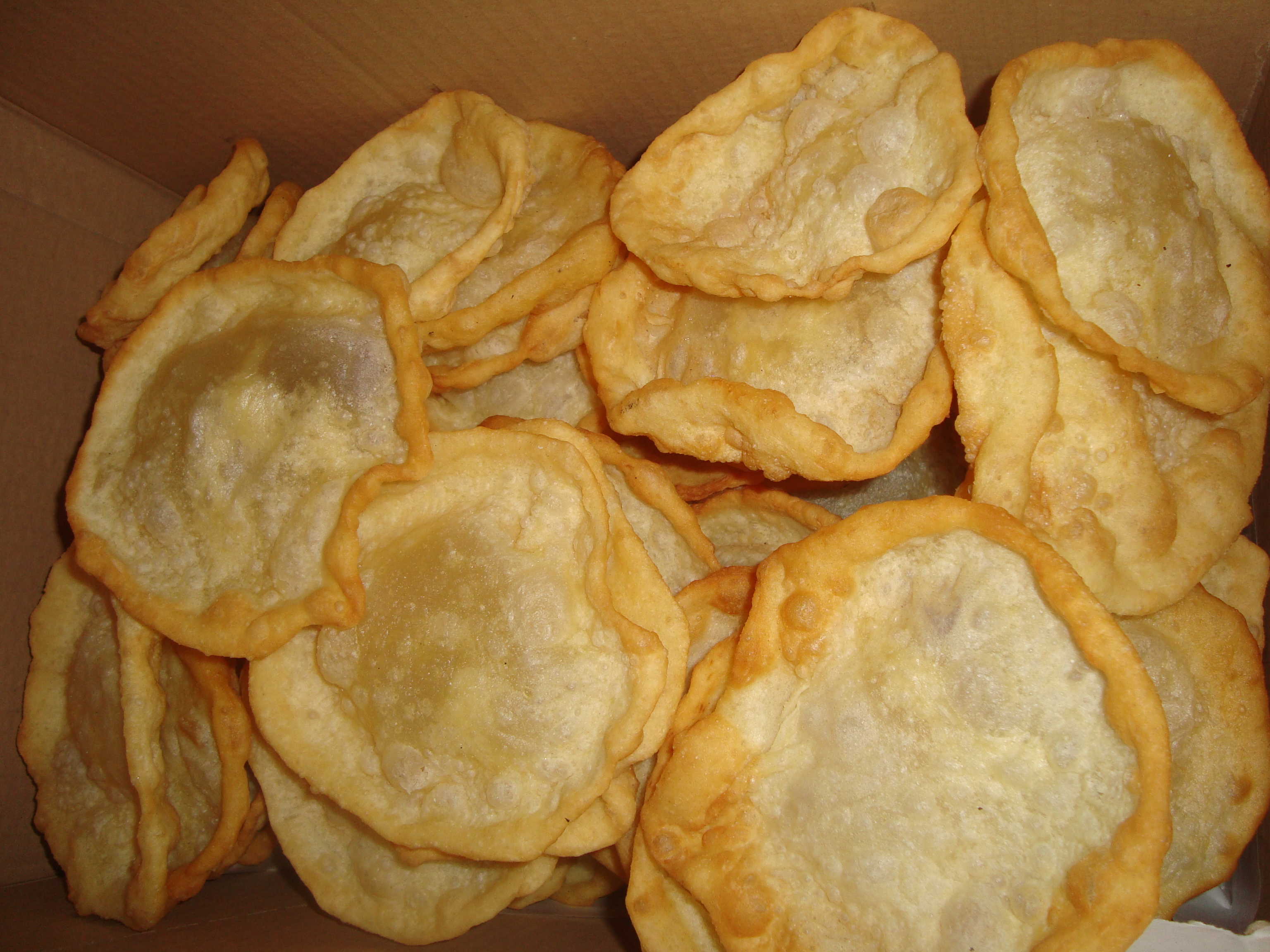
Orelletes del Maestrat

- Orelletes del MaestratCoca – present a tota la Mediterrània : a Itàlia com a pizza.,[28] a Grècia, a Turquia com pide, a Armènia com lahmacun, al món àrab en general simplement com pa.
- Allioli – present a Espanya, França i Itàlia; és probable que fou introduït a Catalunya des de fora.
- Samfaina, xanfaina, tomacat o mullador – present arreu del món i molt arrelada al mediterrani, en anglès i francès se'n diu Ratatouille, una versió gairebé idèntica de la Provença i comercialitzada arreu de França. A Castella el pisto manxec i al sud d'Itàlia la salsa napolitana s'hi assemblen.
- Sofregit - present arreu del Mediterrani occidental, com a soffritto (Itàlia), sofrito (Espanya), refogado (Portugal), etc.
- Cava – present a la Rioja i Extremadura, a la regió francesa de la Xampanya com champagne (xampany), a la resta de França com a crémant i a Itàlia com a spumante.
- Bunyols – present arreu del sud mediterrani, fou un préstec dels àrabs.
- Bunyols de bacallà - presents a Espanya i Portugal. En alguns països de Centreamèrica es fan iguals però afegint bitxo i en diuen "accras" de bacallà.
- Bacallà amb patates,[29] també present a altres cuines amb, per exemple, els noms de borrida, sacsacollons, bacalhau cozido, 'a la grandi colloni, etc.
- Pollastre amb samfaina, i variants segons les comarques: pollastre amb pebrot i tomata, pollastre amb punta (Girona), pollastre a la catalana (Catalunya Nord), etc. També existeix una versió semblant al País Basc.[30]
- Perdius amb col, o amb farcellets de col i cuita en sofregit. Típic dels Pirineus catalans, i també Occitània i alguns llocs del nord de França.[31]
- Amanida – present arreu del món i molt arrelada al mediterrani.
- Embotit (llonganissa, xoriç, etc.) – present a Espanya, França (saucisson) i Itàlia (salame o luganega en milanès). A Alemanya hi ha una gran varietat d'embotits de carn de cérvol i als països musulmans es fan amb carn de gall dindi o de xai.
- Pernil curat – present a Espanya, França, País Basc i Itàlia prosciutto.
- Botifarra crua – es un tipus de salsitxa present arreu del món i molt arrelada al mediterrani.
- Brou – present arreu del món.
- Empanada – present arreu del món.
- Bunyols dolços i de verdures - els dolços són pressents arreu del món mentre que els de verdures es fan també als països mediterranis.
- Mandonguilla o Boles de picolat (també se'n diu pilota) – present arreu del món.
- Mona de Pasqua – present a Espanya, França i Itàlia (colomba di Pasqua).
- Suquet de peix o Bullinada – present a Occitània (Marsella) amb el nom de Bolhabaissa.
- Coca de dacsa – present a Mèxic (tortilla) i el País Basc (talo), entre d'altres.
- Mató (o Brull, Brossat, recuit) - present a Espanya com a Requesón, a Provença com a "brousse" i a Itàlia té un germà conegut com a "Ricotta".
- Ollada (o Putxero) - preparació habitual arreu del món.
- Torró de Xixona, Alacant i Agramunt – una varietat tova (nougat) és present a Occitània (Montelaimar) i a Itàlia, i una altra varietat encara més tova (halva) sovint amb pistatxos es troba als països del sud de la Mediterrània.
- Bunyeta – se'n fan de molt semblants a molts indrets del mediterrani.
- Panellets - Existeixen a Valladolid i altres llocs de Castella amb el nom d'empiñonadas. A Andalusia els piñonates s'assemblen molt.
- Orelletes - També presents arreu de Castella com a orejeulas i acertes regions de França com a oreillettes o bugnes. El seu nom i la seva forma canvien a cada regió.
- Carquinyolis o rosegons - ben presents a Aragó, de probable origen àrab.
- Flaó - preparacions paregudes i plats amb igual nom es poden trobar arreu del mediterrani.
- Arròs amb llet - present arreu del mediterrani.
- Caragols a la llauna - els caragols són habituals a França, on es preparen sense salsa, només farcits de mantega, all i julivert.
- Arrop (arruix) o mostillo - preparacions dolces a base de most que deuen ser àrabs d'origen i que hom menja a la Manxa, Múrcia i Aragó.
- Llet merengada - la llet freda i aromatitzada, de vegades tallada com al cas de l'ayran turc, és habitual arreu del mediterrani per lluitar contra la deshidratació a l'estiu, ja que refresca i aporta els nutrients perduts. Als Països Catalans, com la crema o l'arròs amb llet, la llet merengada té guts de canyella i llimona. Es ven a lleteries, orxateries i gelateries.
- Vi de Catalunya, Vi del País Valencià, i Vi del Rosselló - el vi és un producte mundial amb certa prepoderància al mediterrani.

### Plats que s'originaren als Països Catalans i ara estan presents a altres països

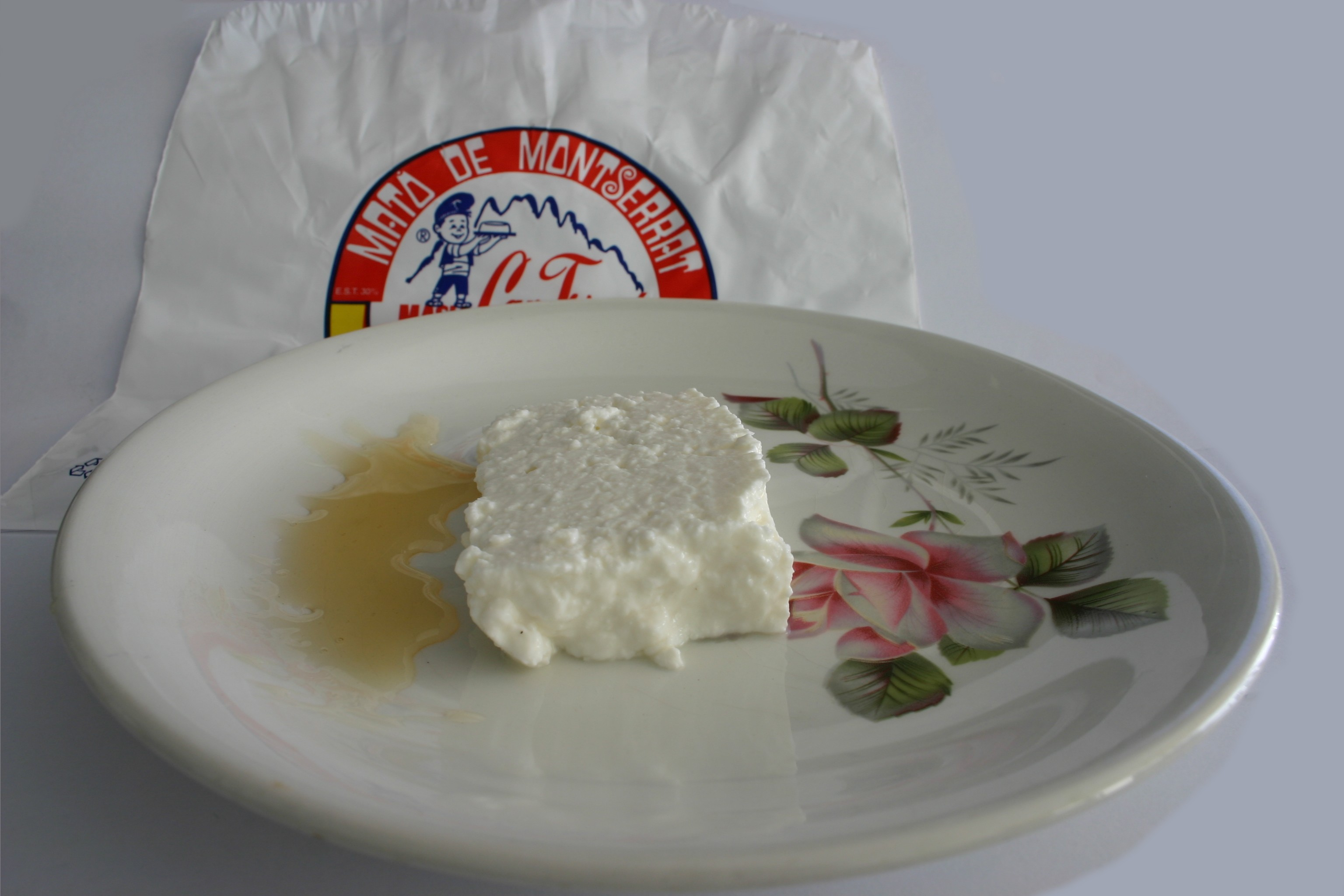
La mel i mató és l'únic plat que aprofita el formatge, un aliment que, en general, té poca importància dins de la cuina catalana

- Aigua de València – en anglès Buck's fizz, tot i que tots dos es desenvolupen per separat.
- Crema catalana – present arreu d'Europa, a més del flam francès.
- Ensaïmada – present comercialment a Espanya.
- Escalivada – present a Espanya com a escalibada.
- Espinacs amb panses i pinyons - present a Espanya com a espinacs "a la catalana".
- Maionesa – present arreu del món. Existeix un dubte si prové de Maó o de Mayenne, França.[3]
- Perdiu a la catalana, originària de Catalunya Nord i estesa a la resta de França.[32]
- Sobrassada – es fa en alguns indrets d'Espanya, però sense la DO Mallorca.
- Xocolatada – present a Espanya. A Itàlia la xocolata desfeta es fa, tot i que més líquida.

### Plats únics als Països Catalans

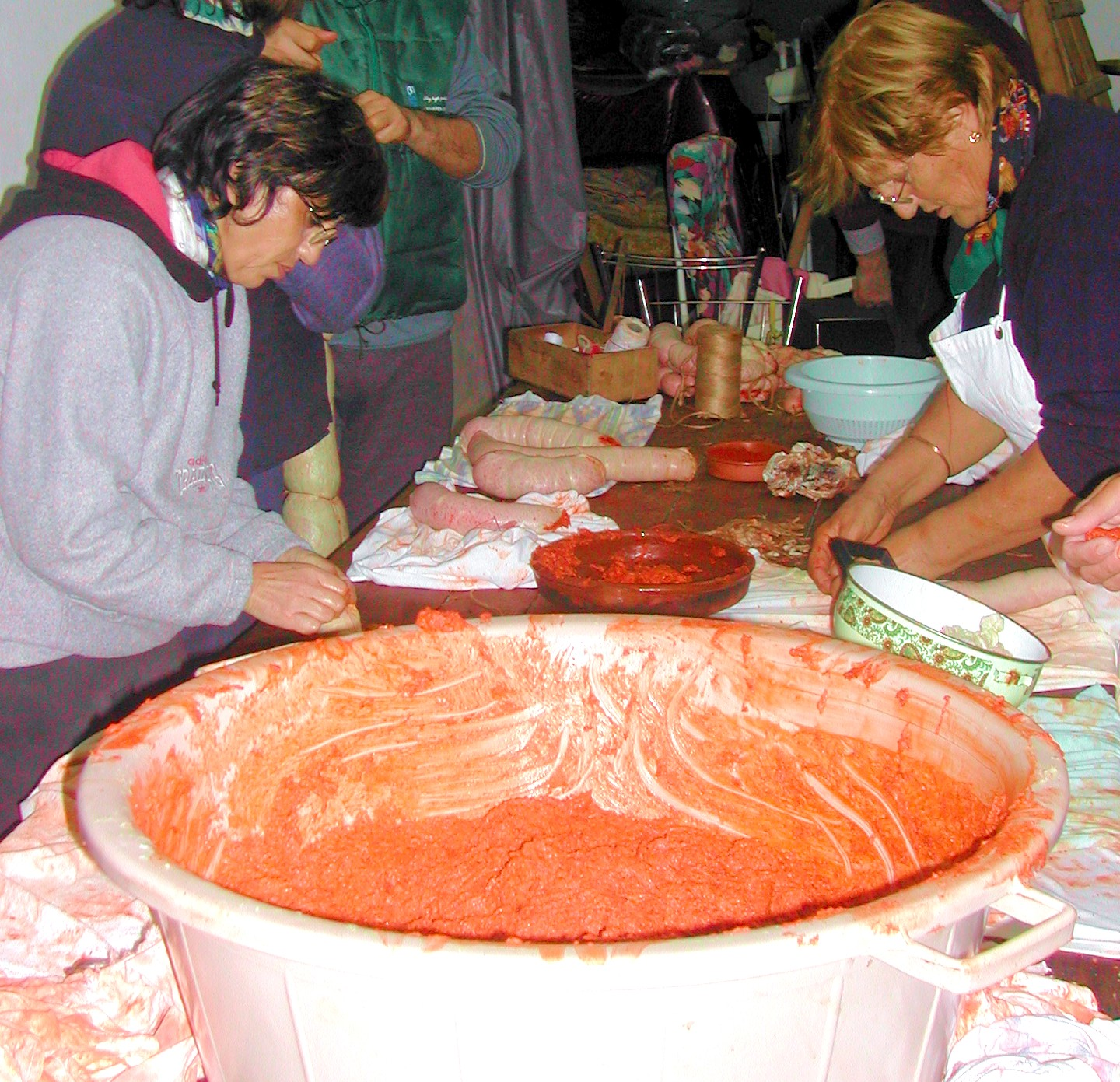
Preparació de la sobrassada, producte insígnia de Mallorca, Eivissa, Menorca i la Marina Alta

- Embotits: secallona, fuet, botifarra, botifarró, carn-i-xulla, bull i girella (aquest darrer és habitual, a més, a la Ribagorça aragonesa).
- Salses: anxovada, olivada, salvitxada, xató, balandra i romesco
- Amanides: Esqueixada o Esgarrat; Xató, amanida d'escarola, bacallà esqueixat i salsa romesco; Empedrat, amanida de fesols, tomàquet tallat a daus, tonyina i olives; amanida catalana amb enciam molt fresc i fines rodanxes dels millors embotits locals.
- Arrossos: Arròs amb crosta, arròs amb fesols i naps, arròs a banda, arròs al forn, arròs a la bruta, arròs a la cassola, arròs caldòs, arròs negre, arròs fosc sense tinta a la manera de l'Empordà, arròs Parellada o a la gandula, arròs de bacallà, arròs de conill. Tot i això, en altres cuines existeixen preparacions paregudes a l'arròs a la cassola, com el risotto a Itàlia.
- Pastes de blat: Fideuà o fideuada, canelons de Sant Esteve, fideus a la cassola.
- Carns: Trinxat, col saltejada a la paella amb botifarra o cansalada; fetge amb ceba, versió del plat tradicional de l'Europa central amb all afegit; Fricandó, potser va començar com una versió de l'occità, però es tracta de dos plats molts diferents, el català utilitza la carn tallada en làmines molt fines i no un tros gran de carn sencer, per exemple; conill amb allioli; o pollastre amb llagosta, llagostí o gambes; conill o pollastre a la xocolata, de vegades també amb orellons, prunes i pinyons; etc
- Peixos: Bacallà amb samfaina,[33] o bacallà amb tomàquet, o amb pebreres o amb ceba. Malgrat aquests noms sempre tenen ceba, tomàquet, pebrot, etc.
- Postres: Menjablanc - tot i que la recepta apareix històricament a molts punts d'Europa, mató de monja o de Pedralbes, peres de Lleida.
- Pastes dolces: Fartons d'Alboraia, Horta Nord. Xuixo d'inspiració francesa, originari de Girona. Casques típiques del Dia de Reis al País Valencià i Mallorca.
- Begudes: Orxata, Herbes Eivissenques, Pomada, Palo, Mistela produïda de Salses a Elx, Ratafia.
- Pa amb tomàquet
- Escudella, sopa típica catalana.
- Calçotada: Calçots i salsa de calçots acompanyats de pa amb tomàquet i d'altres verdures i carns a la graella.
- Fricandó, potser va començar com una versió de l'occità, però es tracta de dos plats molts diferents, el català utilitza la carn tallada en làmines molt fines i no un tros gran de carn sencer, per exemple

## Diversitat en la cuina catalana

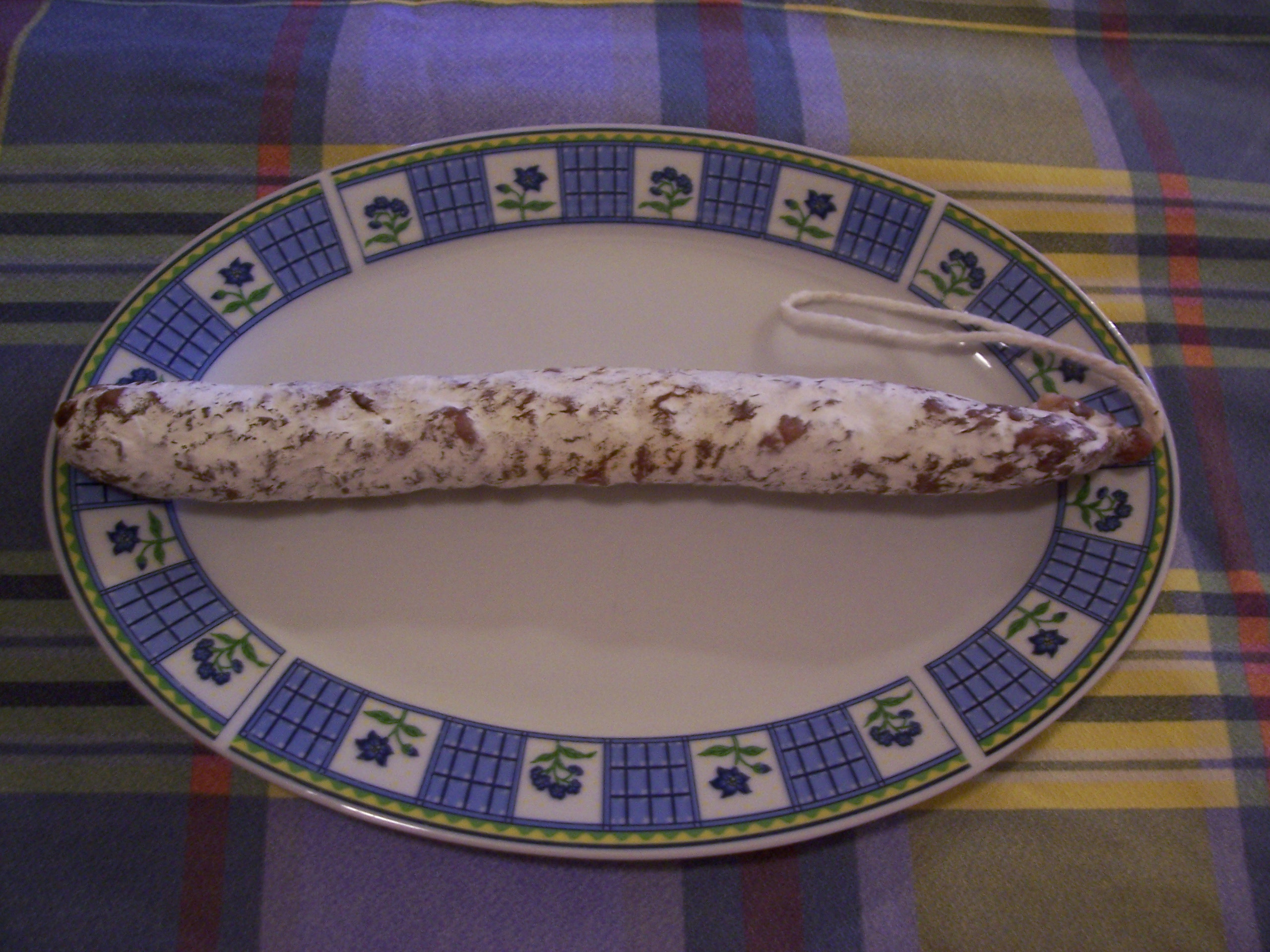
Fuet de Vic

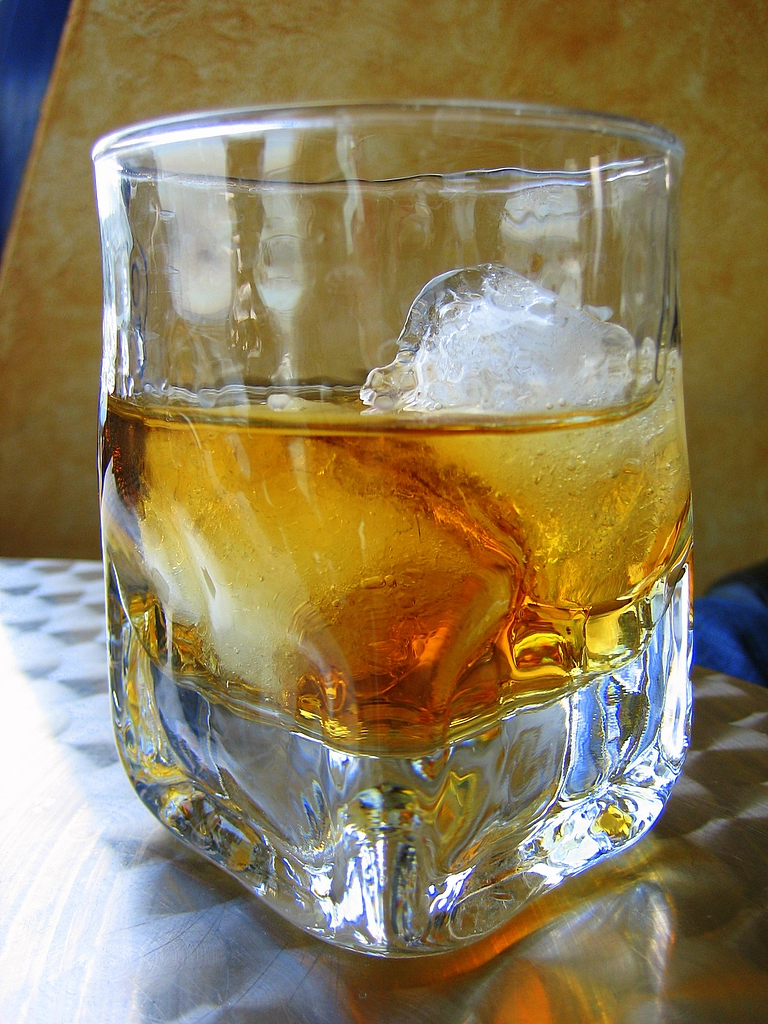
Mistela, moscat o licor de moscatell és un vi de licor, acompanyant de postres, blanc i dolç, produïda i consumida de Salses a Guardamar del Segura, i ben estimada pels llauradors

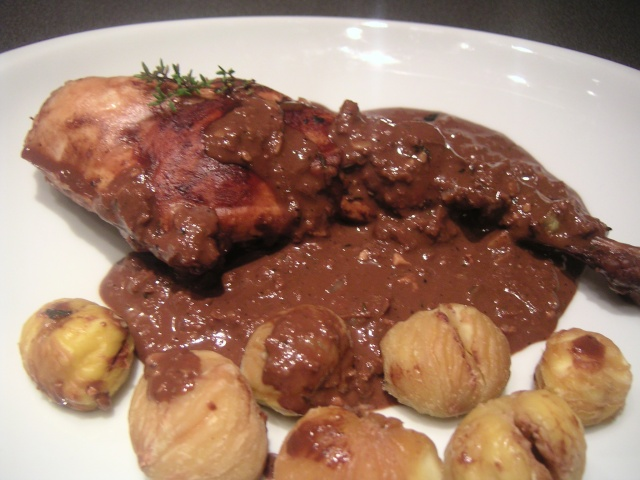
Conill amb xocolata.

La cuina catalana i per extensió, la tradició culinària dels Països Catalans, és una cuina arrelada en l'ús dels productes locals i de la temporada. En conseqüència, hi ha una destacada regionalització segons el tipus de terreny: costaner o muntanya.
- Les comarques de la costa basen la seua gastronomia en el marisc, el peix, l'arròs, les hortalisses - com els tomàquets, albergínies i pebrots - els llegums i els cítrics. En canvi, la carn i l'aviram – quasi sempre el pollastre i el porc – són sovint limitats com a mer condiment.

Malgrat l'abundància d'embotits, el cert és que ni la carn ni el peix gairebé mai no es presenten com a elements principals als plats de la costa i les terres baixes. Aquest fet podria ser a causa del cost relativament alt de la carn i el peix que fa necessari dosificar el seu ús amb la inclusió de cereals, arrossos i pa que donen pes al menjar. És un hàbit que contribueix a limitar el contingut de greixos en la cuina catalana. La importància d'aquestes consideracions no s'ha de menystenir, ja que és el seu origen a la llar de pagès o pescador el que més ha marcat la nostra cuina.
- Les comarques de terra baixa, a mig camí entre la muntanya i la mar, segueixen generalment el patró de la costa però amb un increment en preparacions com l'ollada i més ús de llegums. La carn, habitualment el porc, sol substituir el peix.
- Les comarques d'alta muntanya en canvi destaquen per prescindir del peix i marisc, i l'ús de l'arròs també és més aviat testimonial. Per contra, l'ús de carns, d'aviram, de caça, de cereals, de llegums - com les patates, pastanagues i cebes – de bolets i de fruites del bosc augmenta considerablement. El xai i els embotits són abundants. La gironella, un embotit de xai típic al Pirineu, trenca l'ús del porc de les terres baixes.

Cal remarcar que l'època contemporània ha contribuït a desdibuixar en part aquestes distincions. La generalització de certs plats com la paella o el suquet de peix ha fet arribar l'arròs i el peix a un interior que mai no els emprava a l'antuvi. Igualment els bolets i l'embotit del Pirineu arriben als mercats de tota la costa on abans no era gens habitual menjar-ne. Per altra banda, la modernitat ha etiquetat de "típic" alguns plats que hom abans considerava un estrangerisme, innovació o només regional, i ha introduït moltes novetats culinàries abans desconegudes i ara molt nostrades, com els canelons del dia de sant Esteve.
Tanmateix aquesta dualitat de la mar i la muntanya, sovint molt a prop l'una de l'altra, és el responsable de l'element més destacable de la cuina catalana, plats que mixten peix i carn, anomenats "de mar i muntanya", com ara les coques de peix i llonganissa. Igualment interessants són els plats de Ponent que barregen carn i fruita.
La varietat és inherent en una cuina casolana encara ben viva, que desborda. Si el tòpic diu que la costa fregeix i l'interior rosteix, als Països Catalans tant a la costa com terra endins s'empren quasi totes les tècniques de cocció: el bullit es bull, l'ollada a foc lent, el tomacat se sofregeix, el frit es fregeix, l'arròs es cou al forn o al fogó, l'escalivada es torra.
Si busquem un element unificador, és clarament l'encaix que té en l'esquema de la dieta mediterrània. És una cuina molt fidel als ingredients típicament mediterranis – arròs, oli d'oliva, hortalissa, llegums, fruita, cereals, peix, carn i aviram, amb una preferència pels productes frescs de la temporada. Les conserves més populars són les anxoves en sal, el bacallà i els embotits. Si les cuines occitana i italiana inclouen elements poc mediterranis com la nata, cremes i mantegues, aquests condiments són quasi totalment absents de la cuina casolana dels Països Catalans, on loli d'oliva té absoluta preferència a la mantega – amb l'excepció de l'Alt Pirineu. Una altra absència notable és la dels formatges. A tota la nostra terra, hi ha només sis formatges de renom, el de Maó, el de la Cerdanya i l'Alt Urgell, el llenguat i el de tupí del Pallars, el Tovalló típic de València i rodalia i el mató o brossat que és habitual pertot arreu, comparat als centenars que ofereixen Itàlia i Occitània. El consum de llet i productes làctics no és gens destacable fora del Pirineu.
Un altre element unificador i propi de la gastronomia catalana és la picada. Una sopa de peix pot ser de qualsevol país del mediterrani, però si té picada es tracta d'una recepta catalana.
Quan es parla de plats típics s'acostuma a caure en tòpics, ja que els noms, ingredients i maneres de preparar cada plat varien de comarca en comarca. Només la cuina més moderna, que desfà el vincle entre el menjar i la terra, és capaç de crear una cuina vertaderament homogènia. En canvi, és en l'enorme varietat de receptes que hi ha per a la coca que hom troba la riquesa de la nostra cuina.

## Articles detallats sobre la cuina comarcal

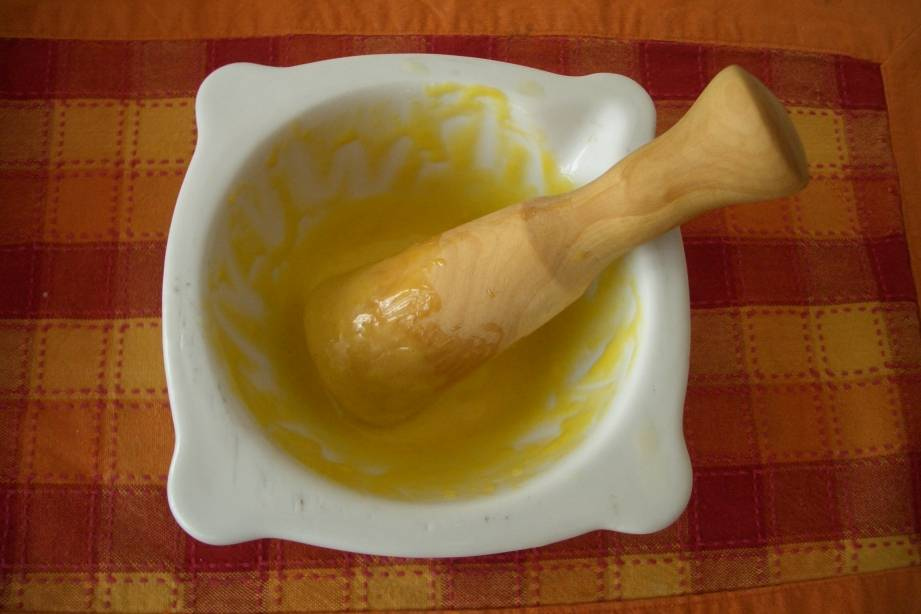
L'allioli és una salsa molt acceptada arreu del Mediterrani

A continuació es troba articles detallats sobre distints aspectes de la gastronomia comarcal. Al principi de l'article hi ha una llista d'articles sobre la cuina de cada comarca. Trobareu una llista més completa dels plats, begudes i productes de la cuina catalana al peu de la pàgina. Per a l'índex de tots els articles sobre la cuina catalana, consulteu les categories gastronomia de Catalunya, gastronomia del País Valencià i gastronomia de les Illes Balears.
- Pastisseria de les festes populars a Amposta

## Cuiners catalans, balears i valencians

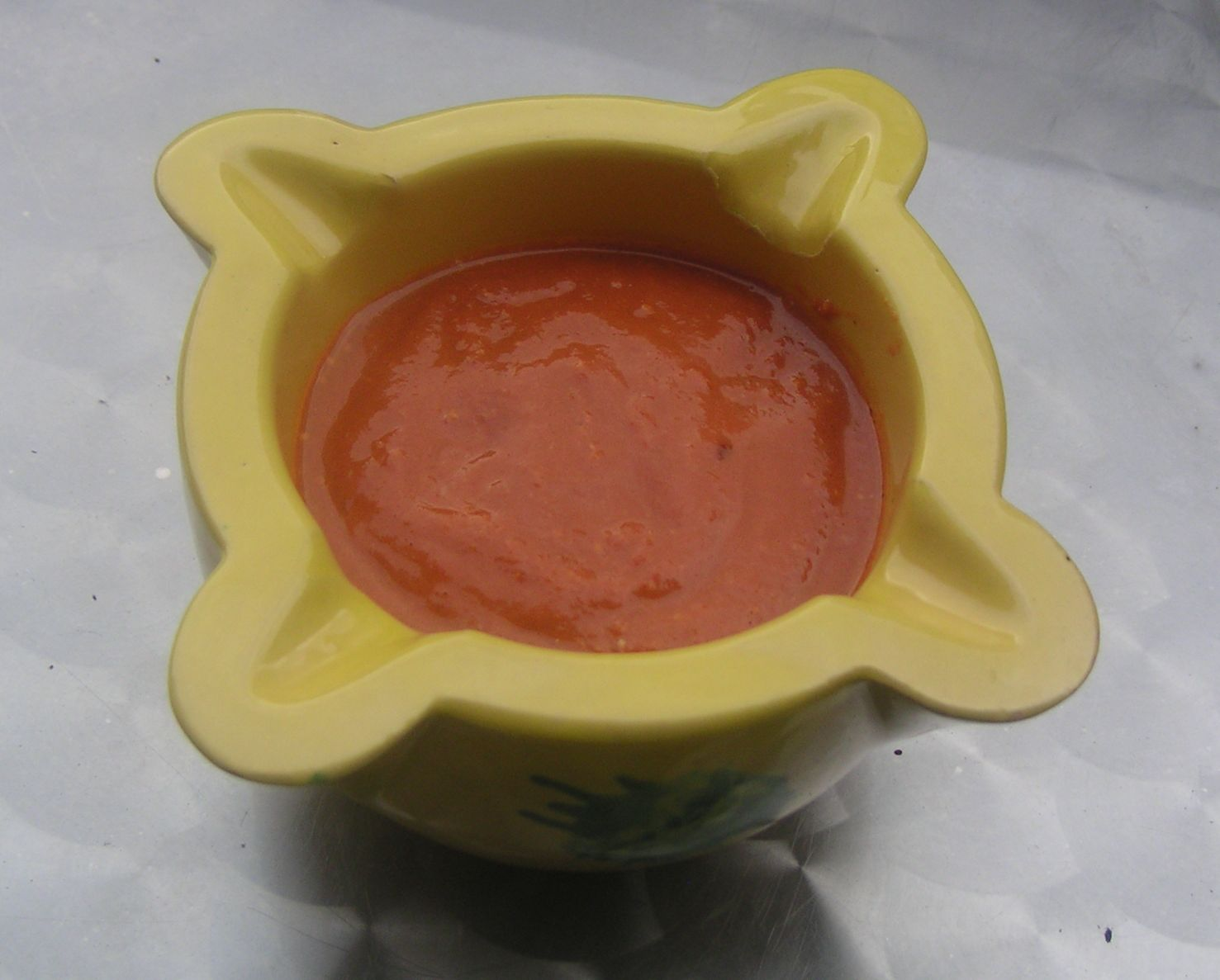
Salsa romesco

Alguns cuiners destacats als Països Catalans són:
- Ferran Adrià, cuiner d'El Bulli, el millor restaurant del món, tancat l'any 2011.[34] La seva cuina es basa en els gusts tradicionals de la cuina tradicional catalana però hi aporta noves tècniques, com la desconstrucció, les escumes amb sifó i l'esferificació, i noves presentacions. És el primer cuiner del món a parlar de creació i cuina creativa.[35]
- Carme Ruscalleda i Serra, cuinera dels restaurants Sant Pau a Sant Pol de Mar i a Tòquio. És l'única a Espanya a tenir cinc estrelles de la guia Michelin i a més ha escrit obres amb receptes senzilles catalanes que han estat traduïdes a quatre idiomes. Incorpora noves tècniques i productes -com les meduses- a la cuina catalana tradicional a més d'utilitzar de moltes maneres les herbes mediterrànies.
- Joan Roca, cuiner d'El Celler de Can Roca de Girona, considerat el cinquè millor del món.[36] Dona a conèixer la cuina tradicional catalana, aportant noves tècniques antigues com la destil·lació d'aliments (que de fet ja es feia a l'edat mitjana) i la perfumcocció (que es basa en una cosa tan vella com afegir una branca de romaní o altra herba a les brases per perfumar la carn).
- Santi Santamaria, propietari del restaurant El Racó de Can Fabes és, com el Ferran Adrià o la Carme Ruscalleda, assidu dels medis massius de comunicació. Aboga per preservar la tradició i va tenir diferències amb Ferran Adrià a causa de les seves visions diverses de la cuina. Mort el febrer del 2011.
- Josep Lladonosa i Giró, investigador de la cuina tradicional catalana, ha recuperat i difós receptes antigues, en especial les receptes d'arrosos, que ha agrupat en un llibre traduït a l'anglès, francès i alemany. Ha estat durant cinquanta anys cuiner de l'emblemàtic restaurant barceloní Set Portes.
- Didier Banyols, perpinyanenc que va assolir dues estrelles de la Guia Michelin al restaurant Les Feuillants a Ceret.
- Àgueda Vadell Pons, cuinera del restaurant Ca n'Aguedet d'Es Mercadal, un dels més emblemàtics i considerat un dels millors de Menorca,[37] col·labora en la recopilació i difusió de receptes tradicionals de menorquines.
- Altres cuiners: Ignasi Domènech i Puigcercós, Mariona Quadrada, Maria Esteva Ferrer, Paquita Reixac, etc.

## Gastrònoms, investigadors i difusors de la cuina dels Països Catalans

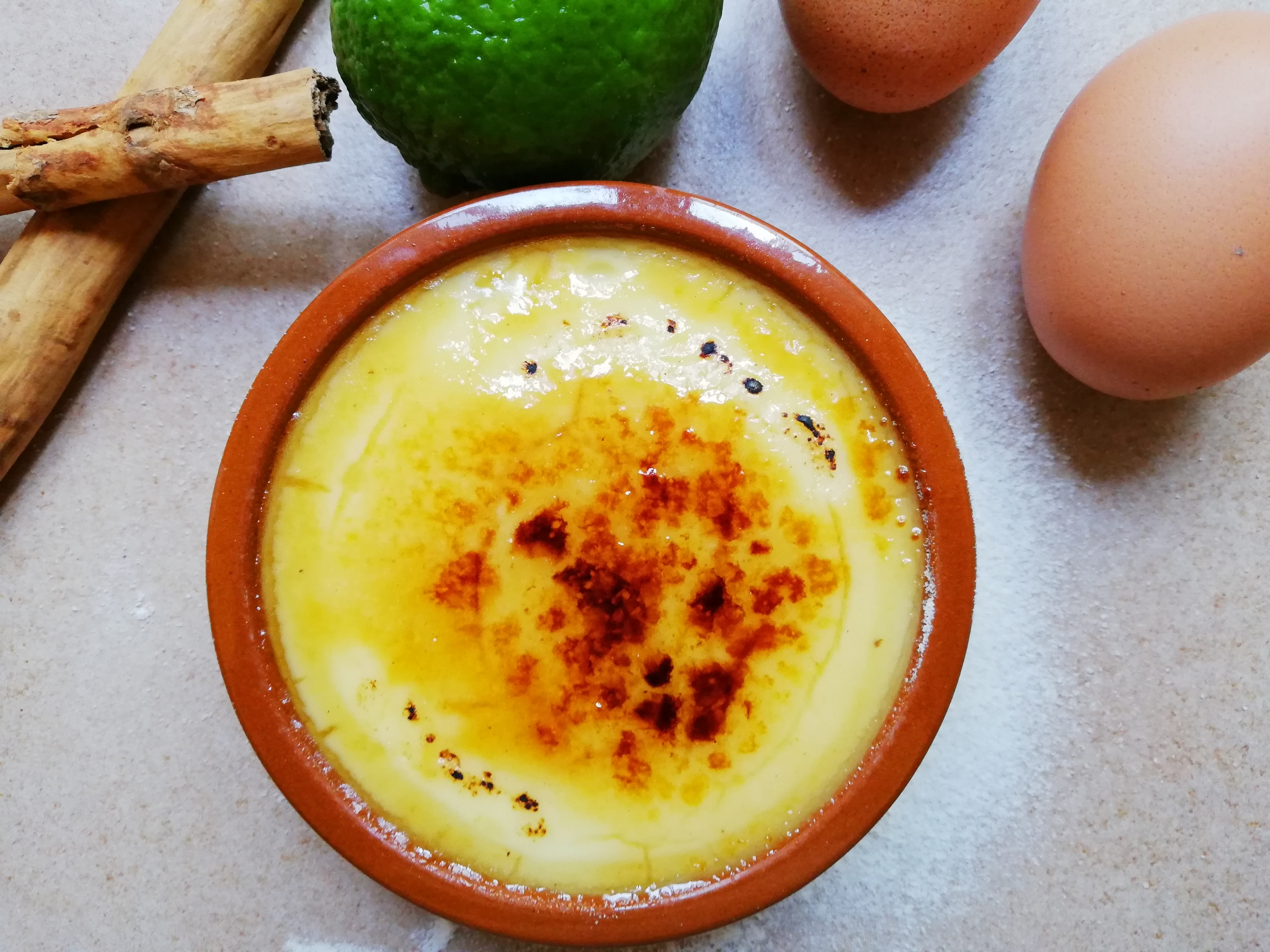
Crema catalana

Alguns investigadors, difusors de receptes i de la seva cultura gastronòmica, són Ferran Agulló, Josep Lladonosa i Giró, Nèstor Luján Fernández, Eliana Thibaut i Comalada, Jaume Fàbrega, Xavier Domingo, Luis Bettonica, etc.
Alguns mestres de cuina catalana als mitjans de comunicació, que han popularitzat receptes i maneres de fer a moltes llars als segles XX i XXI són, per exemple, la Mireia Carbó, l'Àvia Remei, etc.
També cal mencionar dos grans escriptors catalans, Josep Pla i Manuel Vázquez Montalbán (i sobretot el seu detectiu Pepe Carvalho) que han descrit la cuina catalana i l'han transmesa al món.

## Bibliografia

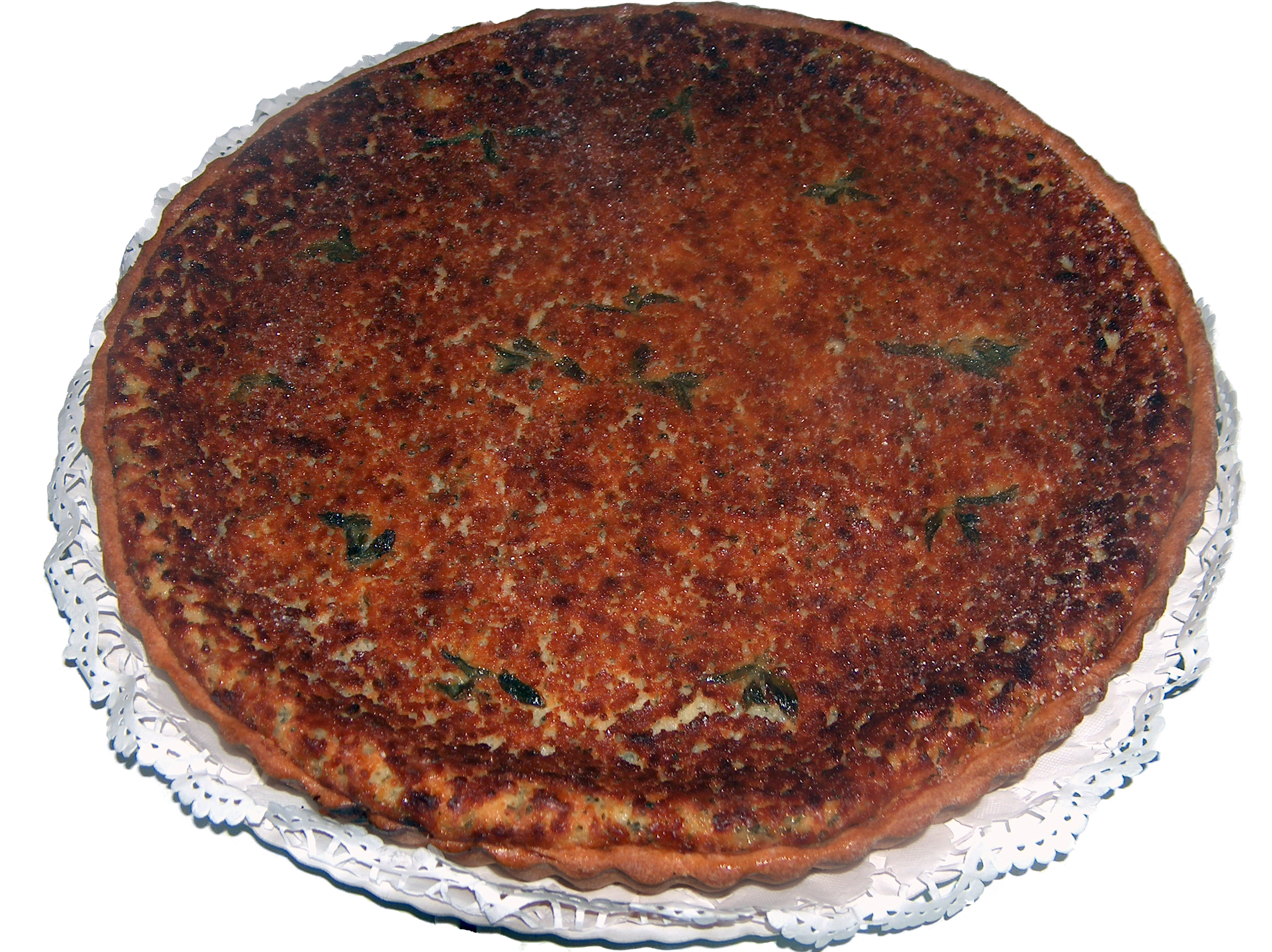
Un flaó d'Eivissa, amb preparacions paral·leles arreu del mediterrani